# Kinkaku-ji do Brasil

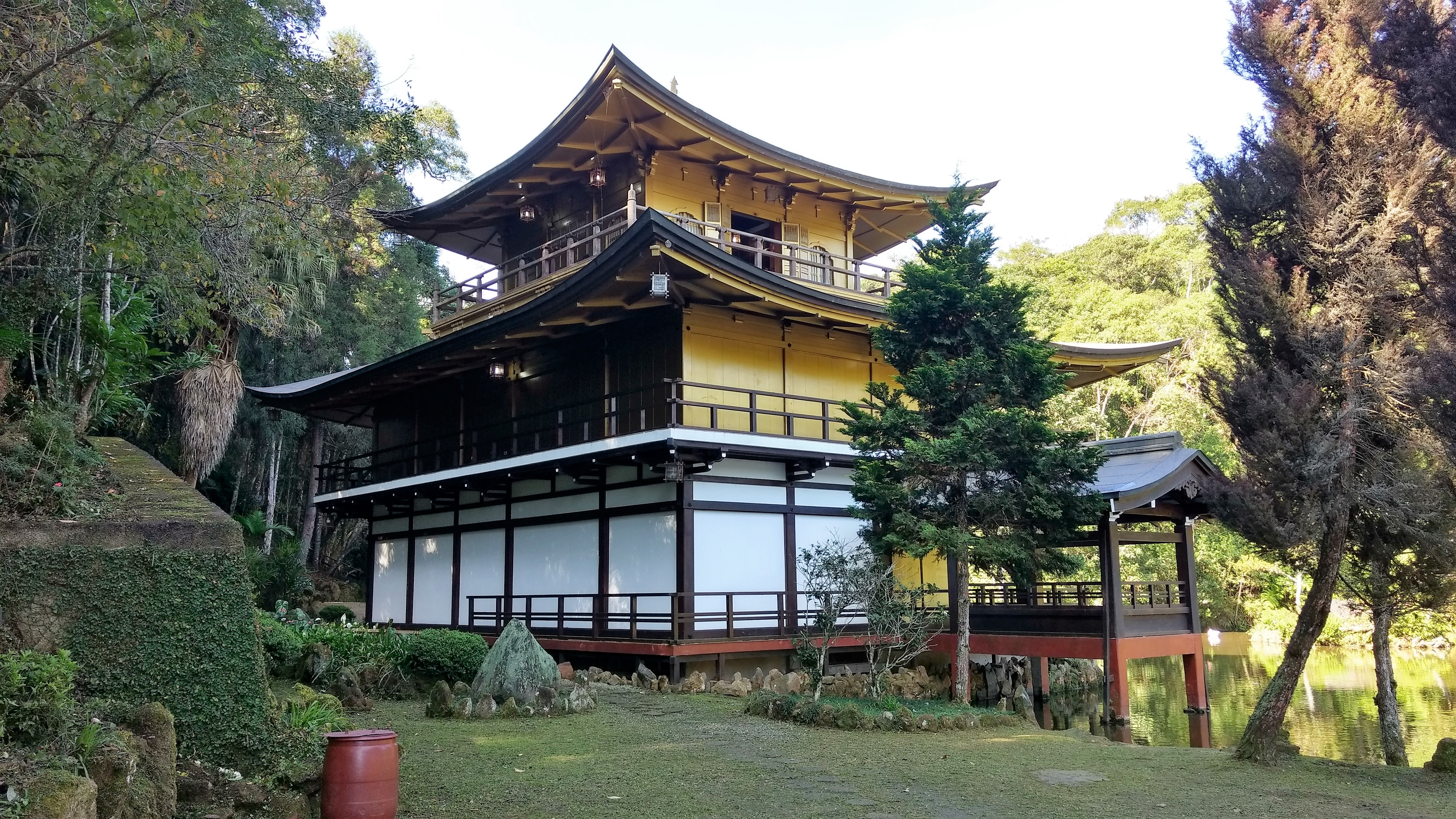
Vista do templo

O Kinkaku-ji do Brasil é uma réplica do templo Kinkaku-ji japonês de mesmo nome construído no século XIV e assim como seu modelo, o Kinkaku-ji é entornado por um lago povoado por carpas coloridas (nishikigois). Fica no município de Itapecerica da Serra a trinta e três quilômetros da capital de São Paulo.
Diferentemente do seu modelo japonês, o Kinkaku-ji do Brasil é um templo ecumênico e um cinerário, ao passo que o Kinkaku-ji japonês é um templo de orientação zen-budista.
Em seu interior, além de vários columbários, há salas onde se realizam cerimônias ecumênicas como missas, batismos e casamentos. Com uma certa frequência, realizam-se cerimônias fúnebres pós-cremação seguindo o rito japonês e o costume de preservar as cinzas dos seus ancestrais.
O Kinkaku-ji do Brasil encontra-se ao pé de um terreno escarpado, mas o caminho turístico que leva até ele é íngreme e em degraus, com alguns assentos para descanso em pontos estratégicos. Um jardim japonês à entrada do parque com suas cerejeiras e um lago com peixes ornamentais são uma atração à parte. O Kinkaku-ji do Brasil (tanto o seu entorno como o interior do templo é integralmente aberto à visitação pública e ao turismo, fazendo parte do Parque Turístico Nacional.

## Histórico

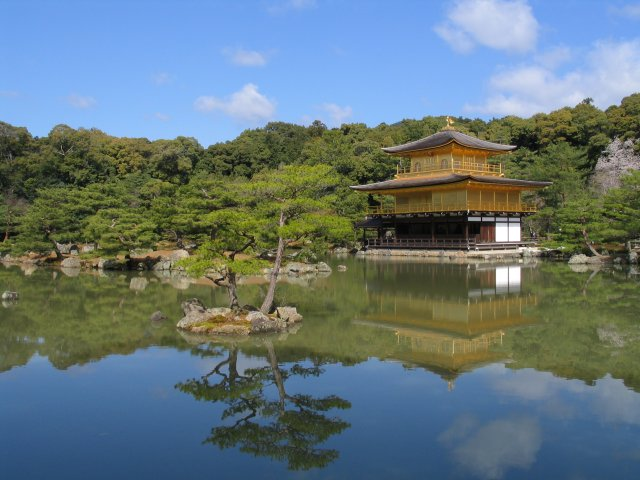
O Kinkaku-ji de Quioto que serviu de modelo ao Kinkaku-ji do Brasil

A cremação é aceita entre cristãos e budistas, mas não entre judeus e muçulmanos.
Desde 1963 a igreja católica já tinha levantado as restrições à cremação. A orientação religiosa, no entanto, diz respeito à destinação dada às cinzas. A igreja orienta para que não se desfaça das cinzas espalhando-as.
Em 1974 o crematório da Vila Alpina tinha a primazia de ser o primeiro crematório construído na América Latina, mas esta iniciativa contou com o apoio da comunidade japonesa radicada no Brasil que já tinha a cremação por tradição.
O Kinkaku-ji do Brasil foi iniciado nesse mesmo ano, tendo nascido como um empreendimento cuja proposta era oferecer um cinerário em complemento aos serviços de cremação que se iniciava em São Paulo aos moldes de um cemitério japonês.
Em 1976 a construção do Kinkaku-ji do Brasil foi iniciada e concluída em 1978, o auge da comercialização se deu no ano de 1977 com a participação dos senhores Yukio Yasaka, Flávio Monteiro, Milton Otokiti Nakao, Francisco Sekine, Aparecido Yonemi Maeda e outros. A inauguração foi realizada em 1978. Este empreendimento contou com a participação societária da Companhia City de Desenvolvimento; Justino Testa Avona e do idealizador norte-americano Alonso Bain Shattuck, responsável pela réplica do mesmo templo no Havaí.  Em 1986 o Vale dos Templos foi tornado Parque Turístico Nacional pela Embratur.
Em 2001 foi inaugurado o Enkoji (Templo do Círculo Luminoso), um templo zen-budista nas vizinhanças do Kinkaku-ji, fundado pelo Rev. Tensho Ohata, o que tornou mais definido o caráter ecumênico do Kinkakuji do Brasil.
Embora fisicamente próximos, e atuando em conjunto e sinergia desde sua fundação, o Enkoji é uma instituição distinta e autônoma em relação ao Kinkaku-ji / Vale dos Templos, tendo administração, horários e orientações de funcionamento próprios, voltado à orientação de ensinamentos, práticas e cerimônias budistas.
O Enkoji, como é comum aos templos budistas também no Brasil, abriga em seu interior uma sala para guarda de tabuletas memoriais (japonês: "ihai"), em homenagem aos ancestrais familiares.
Em agosto de 2007 é inaugurado o Crematório Horto da Paz na Grande São Paulo por uma associação de orientação protestante, no mesmo município onde se situa o Kinkaku-ji.
No ano de 2013 o Grupo Memorial, empresa do segmento de seguros preventivos e serviços cemiteriais, assume a administração do Kinkaku-ji revitalizando toda a estrutura do parque e retornando a comercialização de cinerários verticais.

## Origens do Kinkaku-ji do Brasil
O Kinkaku-ji do Brasil nasceu de um empreendimento privado, foi inaugurado em 1976, sua administração está a cargo do Centro Ecumênico Vale dos Templos.
O Kinkaku-ji do Brasil foi idealizado por Alonzo Bain Shattuck, um americano que morou no Japão do pós-guerra durante 15 anos; teve por arquiteto Takeshi Suzuki; foi construído com a participação de dois escultores japoneses: Noboru Norisada e Tsutomu Kanto.
O Kinkaku-ji do Brasil foi construído em concreto armado e revestido com cedro, que recebeu uma pintura dourada especial em vez de ser folhado a ouro como o Kinkaku-ji do Japão. Em seu interior há várias salas para celebração de cerimônias ecumênicas e um cinerário com vários columbários somando mais de cinco mil nichos permanentes.

## O entorno do Kinkaku-ji
Situado dentro do Parque Turístico Nacional Vale dos Templos, o Kinkaku-ji se beneficia da Mata Atlântica que o envolve com seu clima, suas plantas, suas águas, suas pedras, e seu terreno acidentado. Engastado na mata, o Kinkakuji é rodeado por um entorno em estilo japonês. Um jardim japonês com um lago de carpas coloridas e atravessado por uma ponte e cerejeiras ornamentais que afloram no inverto entre os meses de julho e agosto.
Na descida ao Kinkaku-ji, em um local mais afastado, já se fazem notar os jazigos familiares em granito negro e ao longo dos caminhos que levam ao cinerário encontram-se vários nichos individuais. Num destes caminhos encontra-se o nicho de Cassiano Gabus Mendes, autor de novelas de grande sucesso.

## Turismo no parque
Há muitas plantas, pedras e fontes de água natural pelos caminhos do parque, o que transforma o Kinkaku-ji em um objeto de workshops fotográficos, mas que não chegam a perturbar o clima tranqüilo e sossegado que convida o visitante à meditação, à reflexão, a um descanso espiritual.
Um outro atrativo turístico adjacente ao parque é o Templo Enkoji (ver em "histórico", acima), que promove todo domingo a prática de meditação e orientação sobre ensinamentos budistas, dando assistência a quem queira iniciar essa prática. A participação é gratuita e aberta a todos.
O parque, tem quiosques, churrasqueiras e WCs distribuídos aqui e ali, que sugerem e convidam a um piquenique no local.
Muitos se dirigem ao local para praticarem caminhadas, mas os caminhos do parque são bastante acidentados. Uma visita a pé ao Kinkaku-ji adentrando o parque pelo portal em estilo japonês, solicita bastante o físico, não sendo recomendável para aqueles que têm dificuldades de locomoção.
Horário de funcionamento: Terça à Domingo das 09h às 16h. - Para chegar ao templo é necessário encarar uma descida que apesar de segura é bastante íngreme, portanto pessoas com dificuldade de locomoção o ideal é ir de carro até o templo (Informações na portaria). - Ingresso: R$ 5,00 (por pessoa). Há uma entrada traseira mas só dá para ir de carro pois é muito íngreme. Em dia de chuva não vá pois é intransitável. ( 10/2013 )